# 1801年トーマス・ジェファーソン大統領就任式
アメリカ合衆国第3代大統領トーマス・ジェファーソンの1回目の就任式（英: First presidential inauguration of Thomas Jefferson）は、1801年3月4日に行われ、トーマス・ジェファーソン大統領の1期目とアーロン・バー副大統領の唯一の任期が始まった。トーマス・ジェファーソンの大統領就任宣誓は最高裁判所長官ジョン・マーシャルの立ち会いの下で行われた。

## 背景
ジェファーソンはジョン・アダムズ大統領の下で第2代副大統領を務めていて、1800年アメリカ合衆国大統領選挙でアーロン・バーとともにアダムズの対抗馬として民主共和党から立候補した。当時は、得票数で第1位の候補が大統領、第2位の候補が副大統領としてそれぞれ選出されていた。ジェファーソンとバーは選挙人団による投票で同点となり、選挙の決着は下院に委ねられ、アレクサンダー・ハミルトンの手助けにより、36回目の投票でジェファーソンが大統領に選出された。

## 就任式
春ののどかな日に、ワシントンD.C.で初めて大統領就任式が行われた。昼の気温は55°Fと推定された。朝には、議事堂の丘で砲兵隊が夜明けを迎えるために発砲し、初めて新聞向けに、ジェファーソンは演説の原稿をNational Intelligencerに送った。演説のテーマは激しい選挙後の和解だった。
ジェファーソンは議事堂の南側にあるConradとMcMunn'sの宿舎に泊まっていた。だいたい10時00分ごろにアレクサンドリアの銃兵部隊がNew Jersey AvenueとC Streetの交差点まで行進した。ジェファーソンは、記者によれば「特徴ある役職のバッジを何もつけない市民」に扮し大統領として初めて馬車ではなく歩いて式典に向かい、正午ごろに、数人の連邦議会議員、地区保安官、アレクサンドリアの兵士とともに式典が始まった。新大統領は議事堂の上院議場で1721語の演説を行い、最高裁長官ジョン・マーシャルの立ち会いの下で就任宣誓を行った。
後に慣例となる、海兵隊軍楽隊の演奏が就任式で初めて行われた。
退任するアダムズ大統領は、大統領選挙の敗北と息子のチャールズ・アダムズがアルコール中毒で亡くなったことに動揺して、就任式に出席せず、ボルチモア行きの駅馬車の早発便で早朝の4時00分に大統領官邸を出発した。退任する大統領が次期大統領の就任式を欠席するのは初めてのことだった。